# Leon Szubert
Leon Antoni Szubert (ur. 5 czerwca 1829 w Oświęcimiu, zm. 18 września 1859 tamże) – polski rzeźbiarz.
Urodził się w Oświęcimiu w tzw. Domu Ślebarskich. Był synem kancelisty Antoniego i Barbary z domu Kosińskiej; brat Awita (1837–1919) – malarza i fotografa.
Po ukończeniu szkoły średniej, studiował w latach 1847–1850 w krakowskiej Szkole Rysunku i Malarstwa. Rzeźby uczyli go profesorowie Henryk Kossowski i Karol Ceptowski, a rysunku Wojciech Stattler.
Wrodzone zdolności, talent, a zwłaszcza kilka wykonanych przez Szuberta rzeźb zwróciło uwagę profesorów na początkującego artystę. W 1851 został on wysłany na rok do Wiednia, dla pogłębienia swoich umiejętności artystycznych. Tam szybko doceniono duży talent młodego rzeźbiarza. W ciągu rocznego pobytu w Wiedniu, Szubert na tyle potrafił zainteresować nauczycieli, znawców i miłośników rzeźby, że pojawiły się o nim nawet pochlebne opinie w uprzedzonej do Polaków prasie wiedeńskiej. Gdy okazało się, że Szubert przerasta swym talentem nauczycieli wiedeńskiej akademii postanowiono go wysłać na dwuletnie stypendium do Monachium. Tam w latach 1852–1853 Szubert kontynuował naukę rzeźby w założonej w 1808 Akademii Sztuk Pięknych w Monachium.
Z pobytu w Monachium znane są jego dwa dzieła: wielka grupa Chrystus wśród dzieci – obecnie w kościele franciszkanów w Krakowie oraz Chrystus – kolosalny posąg wykonany po wielkim pożarze Krakowa w 1850 do kaplicy Przeździeckich w kościele dominikanów. W Monachium wykonał też kompozycję Minesänger oraz portret księcia Esterházyego, byłego ambasadora austriackiego, a dzięki jego poparciu uzyskał 1200 florenów na dwuletni pobyt w Rzymie.

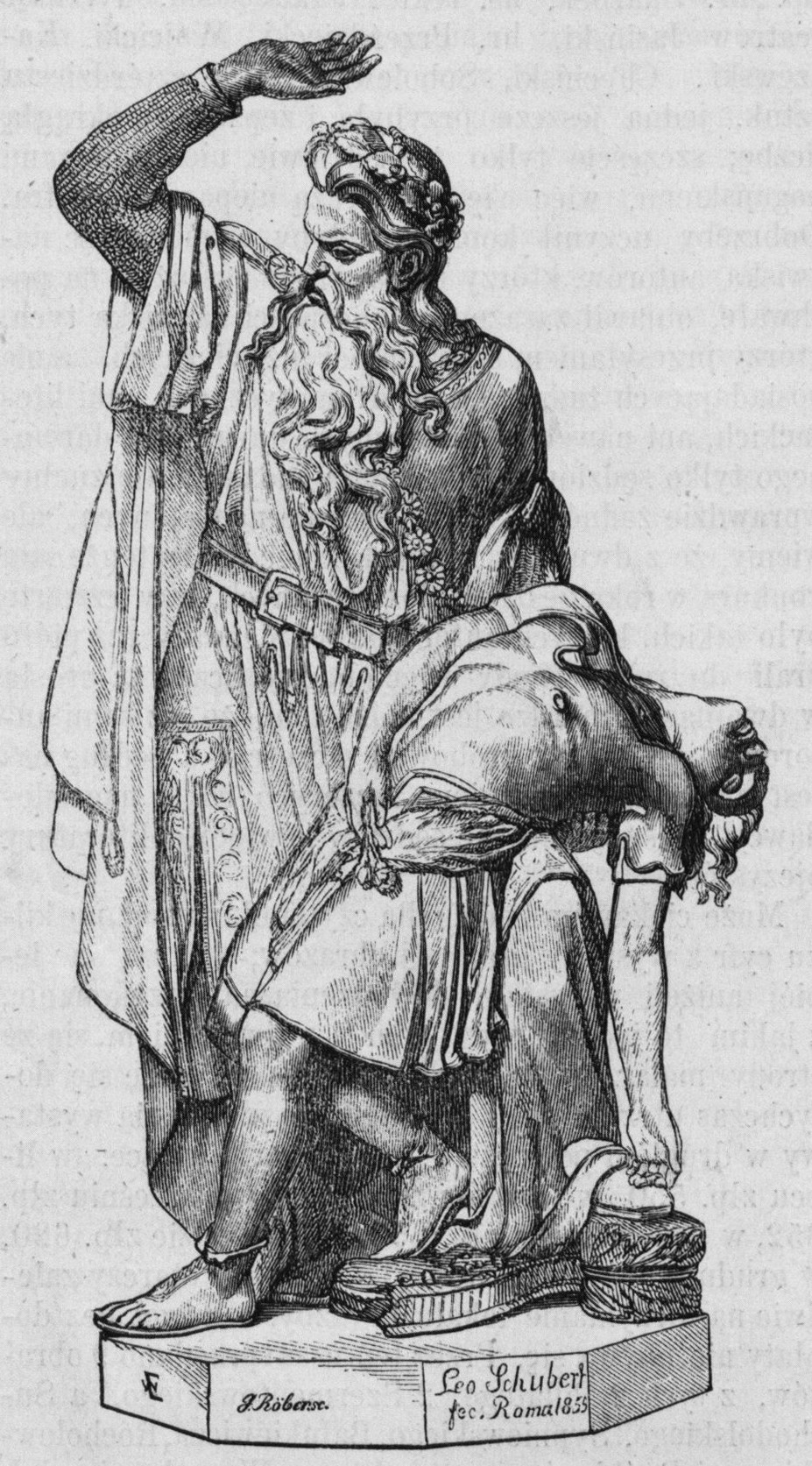
Przekleństwo śpiewaka

W 1855, po zwiedzeniu Włoch, Szubert zamieszkał w pałacu austriackiej ambasady na Piazza di Venezia w Rzymie, gdzie mieściła się też jego pracownia. Wcześniej była to pracownia Antonio Canovy – czołowego przedstawiciela klasycyzmu w rzeźbie włoskiej.
W Rzymie artysta pracował bardzo intensywnie, często w niedostatku. Przebywał tam w towarzystwie polskich emigrantów. Odwiedzali go też znaczący wówczas mecenasi i miłośnicy sztuki: Peter von Cornelius, były dyrektor Akademii w Monachium i Johann Friedrich Overbeck – niemieccy malarze ze stowarzyszenia Nazareńczyków, a także włoski rzeźbiarz Pietro Tenerani. Z kolei polski rzeźbiarz, Tomasz Oskar Sosnowski, profesor Akademii św. Łukasza w Rzymie, uważał Szuberta za najlepszego młodego polskiego rzeźbiarza tworzącego w Rzymie.
W Rzymie powstała dużych rozmiarów rzeźba wykonana z gliny, a następnie odlana z gipsu Przekleństwo śpiewaka, która przedstawia starca podtrzymującego umierającego młodzieńca. Starzec wyobrażać miał wieszcza narodu, zaś umierający młodzieniec był symbolem przedwczesnej śmierci artysty. Grupa Przekleństwo śpiewaka powstała na motywach poezji Ludwiga Uhlanda.
Za rzeźbę Konkordat (1856) przedstawiającą Piusa IX i cesarza Franciszka Józefa podających sobie ręce uzyskał środki finansowe na przedłużenie pobytu w Rzymie o kolejne dwa lata. Inne jego prace z tego okresu ograniczały się do portretowania na medalionach przyjaciół i znajomych. Powstało też kilka kompozycji graficznych opartych na motywach Konrada Wallenroda.
Szubert nie mając dostatecznych środków na założenie warsztatu
snycerskiego, kamieniarskiego, nie mówiąc już o giserni, nie mógł uwiecznić swoich projektów w materiale bardziej trwałym: brązie, marmurze czy chociażby drewnie.
W latach 1856–1857 pracował nad wielką grupą Ukoronowanie Chrystusa. Odczytując natchnione objawienia Katarzyny Emmerich, zamierzał powtórzyć je w swojej pracy. Na dzieło składały się trzy figury: Chrystus, żołnierz, który go koronował cierniem i drugi, który go biczował. Intensywna i ciężka praca nad tą rzeźbą nadwerężyła zdrowie artysty. Lekarze leczyli jego chorobę płuc częstym upuszczaniem krwi, lecz metoda ta do reszty zrujnowała jego zdrowie. Przyczyniły się też do tego wycieńczające upały włoskie. Nie pomogły wyjazdy nad morze i w góry. Nasilająca się choroba nie pozwoliła na kontynuowanie pracy i na początku września artysta zmuszony był opuścić Rzym. W drodze powrotnej do Oświęcimia towarzyszył mu jego brat Awit, który również uczył się malarstwa w Rzymie.

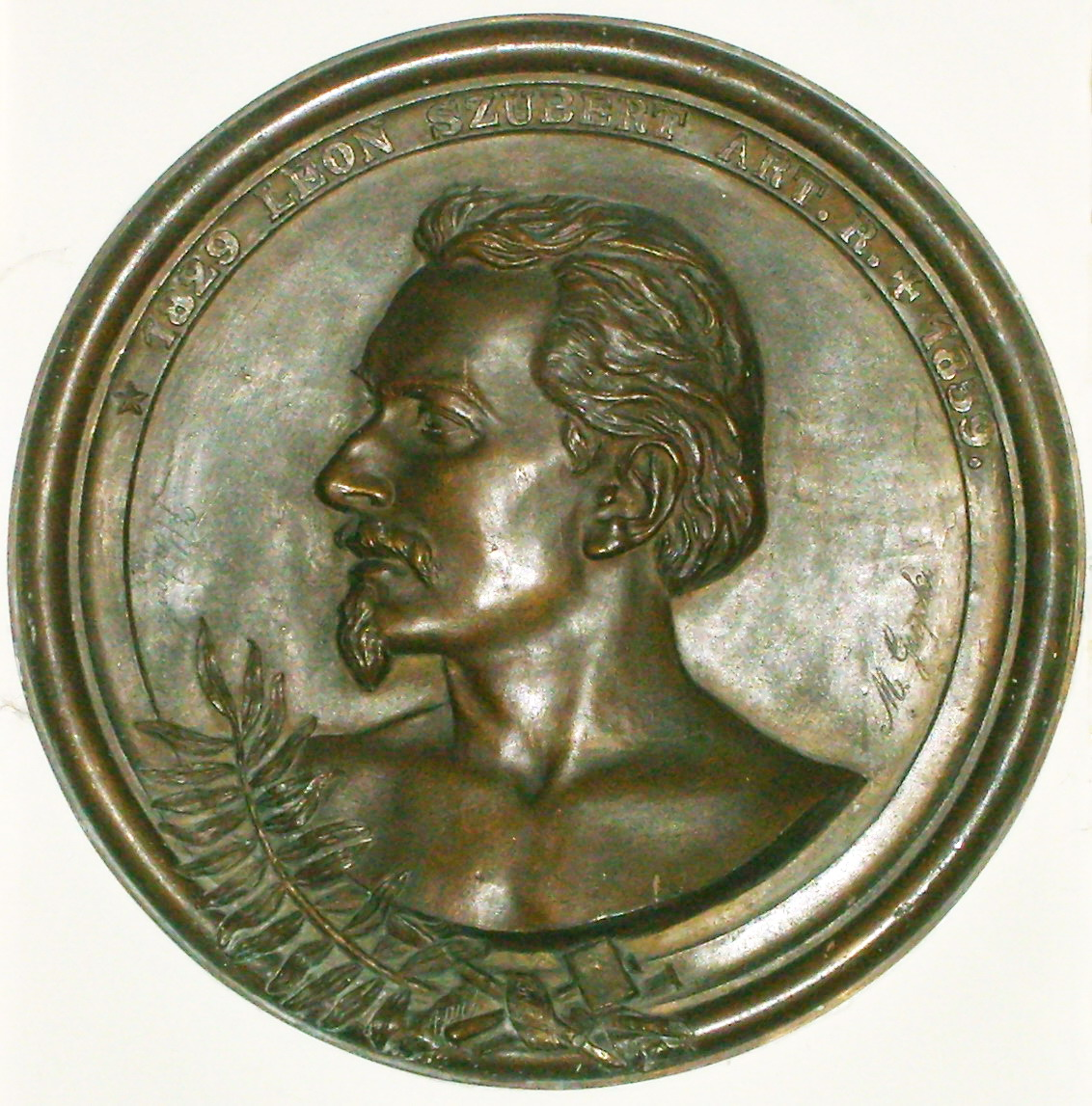
Popiersie Leona Szuberta

Leon Szubert zmarł 18 września 1859 roku w Oświęcimiu.
Współcześni mu mieszkańcy miasta ufundowali płaskorzeźbę z jego popiersiem, która znajduje się wewnątrz kościoła parafialnego pw. Wniebowzięcia Najświętszej Marii Panny. Epitafium to miało być dowodem wdzięczności obywateli miasta wielkiemu artyście. W kruchcie kościoła natomiast znajduje się mała tablica wykonana z czarnego kamienia, wmurowana nad kropielnicą z napisem o następującej treści:
Pamięci Antoniego Szuberta zmarłego 9 kwietnia 1853 r. i syna jego Leona Szuberta zmarłego 18 września 1859 r., liczącego dopiero 30 lat życia swego pozostała wdowa i matka ten pomnik poświęca i prosi o westchnienie do Boga
Również Włosi zamierzali docenić niezwykły talent Szuberta. W Rzymie powstał komitet złożony ze znakomitych rzeźbiarzy, którzy postanowili wykonać dzieło Przekleństwo śpiewaka w brązie lub marmurze, a uzyskany dochód przeznaczyć na pomnik dla zmarłego artysty. Nie wiadomo jednak gdzie i czy w ogóle to dzieło powstało. Nie ma też żadnych informacji na temat jakiegokolwiek pomnika Leona Szuberta.
Leonowi Szubertowi przypisuje się autorstwo pięknej rzeźby św. Michała Archanioła w ołtarzu głównym kościoła pod jego wezwaniem we Włosienicy, wykonanej jakoby na prośbę fundatora tego kościoła, ks. kanonika Michała Ślebarskiego z Oświęcimia. Jest to bardzo prawdopodobne; duża zbieżność dat pomiędzy czasem budowy kościoła i okresem dojrzałej twórczości Leona Szuberta oraz wzajemna znajomość tych dwóch osób. Na potwierdzenie tej tezy brakuje jednak konkretnych materiałów źródłowych.